# Cidarina cidaris
Cidarina cidaris är en snäckart som först beskrevs av Arthur Adams 1864.  Cidarina cidaris ingår i släktet Cidarina och familjen pärlemorsnäckor. Inga underarter finns listade i Catalogue of Life.